# Alan Deere
Vous lisez un « bon article » labellisé en 2023.
Alan Deere, né le 12 décembre 1917 à Westport en Nouvelle-Zélande et mort le 21 septembre 1995 au Royaume-Uni, est un as néo-zélandais au sein de la Royal Air Force (RAF) pendant la Seconde Guerre mondiale. Il est connu pour avoir vécu plusieurs expériences de mort imminente au cours de la guerre, qui le conduisent à la publication de son autobiographie intitulée Nine Lives.
Alan Deere s'engage dans la RAF en janvier 1938. Affecté au No. 54 Squadron, il pilote des Spitfire pendant la bataille de France et devient un as à la fin du mois de mai 1940. Pour ses exploits, il est décoré de la Distinguished Flying Cross (DFC) le mois suivant. Il participe ensuite à la bataille d'Angleterre, au cours de laquelle il abat plusieurs autres avions ennemis, et voit son Spitfire détruit plus d'une fois. Ces actions lui valent une barrette à sa DFC en septembre 1940. Il est rapidement promu squadron leader et commande le No. 403 Squadron RCAF pendant plusieurs mois en 1942. Il dirige une escadre de chasse à partir de Biggin Hill pendant six mois en 1943, et reçoit l'ordre du service distingué pour ses réalisations. À la fin de la guerre, on lui attribue la destruction de 22 avions ennemis, ce qui fait de lui le deuxième as néo-zélandais. Des recherches ultérieures ont permis de réviser ce total à 17 victoires.
Il reste dans la RAF après la guerre, commandant plusieurs bases aériennes et établissements de formation. Il écrit également son autobiographie, qui est publiée en 1959. Alan Deere quitte l'armée en 1967, après avoir atteint le grade d'air commodore, et continue à vivre au Royaume-Uni. Dans la vie civile, il travaille avec la RAF en tant que directeur sportif jusqu'à sa retraite en 1972. En tant qu'as célèbre de la Seconde Guerre mondiale, il apparait régulièrement dans les médias et les historiens le contactent pour des commentaires et des interviews sur la guerre aérienne. Il meurt d'un cancer colorectal en 1995.

## Jeunesse
Alan Christopher Deere naît à Westport, en Nouvelle-Zélande, le 12 décembre 1917. Il est le troisième des six enfants de Terrence Deere, un employé des chemins de fer néo-zélandais, et de son épouse, Teresa née Curtain. Descendant d'immigrants irlandais, la famille vit à Westport, sur la côte de l'île du Sud, jusqu'en 1930, date à laquelle elle déménage à Wanganui. Deere fréquente la Marist Brothers' School puis le Whanganui Technical College, devenant un athlète accompli en rugby, cricket et boxe ; il représente Wanganui au championnat de boxe de Nouvelle-Zélande. Il réussit également dans ses études.
Lorsque Charles Kingsford Smith visite Wanganui lors de sa tournée de 1933 avec le Southern Cross, il offre des vols payants dans son avion ; Deere est l'un de ceux qui acceptent et, à partir de ce moment, il s'intéresse à l'apprentissage du vol. Après avoir terminé sa scolarité, Deere travaille dans une ferme d'élevage de moutons avant d'occuper un poste d'assistant de justice. En 1936, par l'intermédiaire de son médecin de famille, il découvre que la Royal Air Force (RAF) est ouverte aux candidatures d'hommes originaires des Dominions, ce qui ravive son désir de voler. Comme son père n'approuve pas son intention de rejoindre la RAF, Deere persuade sa mère de contrefraire la signature de son mari sur le formulaire de candidature. Il passe le jury de sélection, présidé par le wing commander Ralph Cochrane, en avril 1937 et embarque pour l'Angleterre sur le Rangitane en septembre.

## Carrière militaire
Arrivé à Londres en octobre 1937, Deere commence sa formation de pilote à la No. 13 Elementary and Reserve Flying Training School de White Waltham. Il échoue à un contrôle médical en raison d'une pression artérielle élevée, et doit subir d'autres tests qu'il réussit, les résultats précédemment élevés étant dus à l'excitation à l'idée de voler.
La formation au pilotage de Deere se déroule bien et il effectue un vol en solo sur un de Havilland Tiger Moth en novembre 1937. Le 9 janvier 1938, il reçoit à titre temporaire une commission de service court en tant que pilot officer en probation,. Il commence alors sa formation initiale d'officier à la RAF Uxbridge pendant deux semaines avant de rejoindre, le 21 janvier, la No. 6 Flying Training School située à Netheravon dans le Wiltshire. Ses compétences de boxeur lui permettent d'être sélectionné dans l'équipe de la RAF pour une tournée en Afrique du Sud, mais il choisit de rester en Angleterre pour se concentrer sur sa formation de pilote. L'avion à bord duquel voyage l'équipe de boxe s'écrase à Bulawayo, en Rhodésie, tuant plusieurs des membres de la RAF à bord.

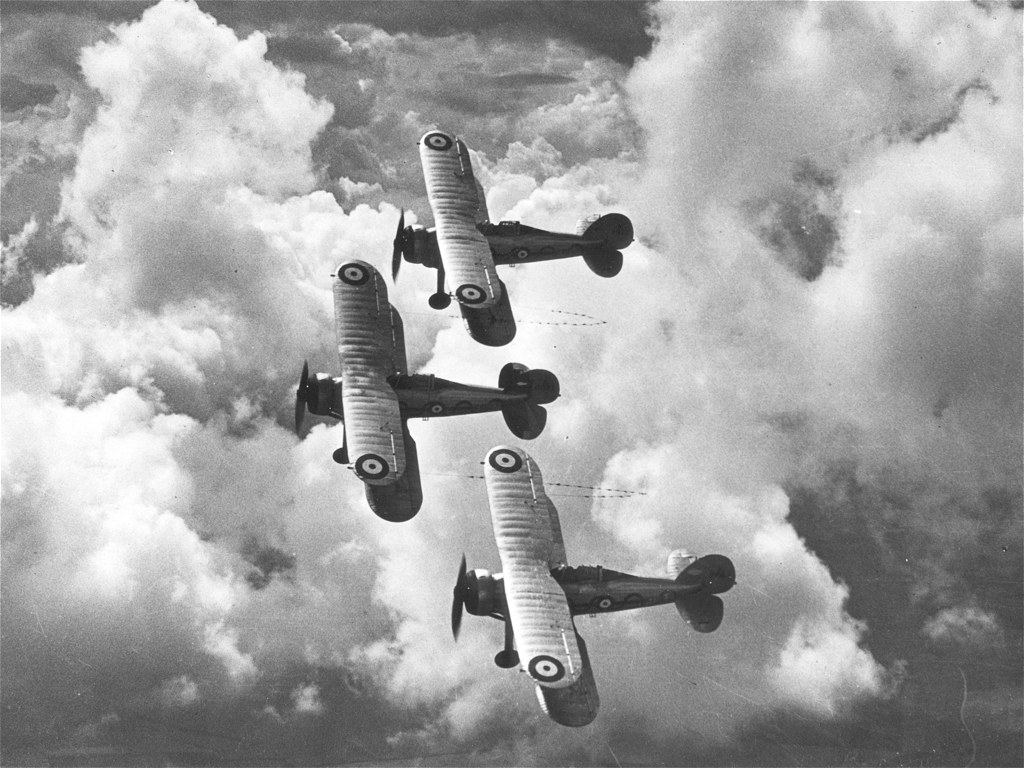
Trois Gloster Gladiator de la RAF, tel que ceux utilisés par le squadron d'Alan Deere.

En mai 1938, Deere reçoit ses ailes, l'insigne certifiant la fin de sa formation de pilote. Sélectionné pour le Fighter Command, il apprend à piloter le Hawker Fury, un chasseur biplan, avant d'être affecté au No. 54 Squadron trois mois plus tard. Son nouvel escadron, basé à Hornchurch dans l'Essex, vole sur des Gloster Gladiator. Comme l'ensemble de l'escadron est en congé au moment de son arrivée, il est temporairement rattaché pendant deux semaines au No. 74 Squadron, qui vole également à partir de Hornchurch. Il est affecté au groupe de combat commandé par le flight lieutenant Sailor Malan, qui s'arrange pour qu'il ait du temps de vol sur un Gloster Gauntlet. Lorsque Deere entre en service au sein du No. 54 Squadron, il effectue d'abord des tâches administratives et il doit attendre un certain temps avant d'avoir l'occasion de piloter son propre Gladiator. En temps de paix, l'entraînement de l'escadron porte essentiellement sur le vol en formation et les tactiques de combat, mais Deere joue également au rugby pour Rosslyn Park, un club du sud de Londres. Ses adversaires sont les London Welsh et les Old Blues. Son grade de pilot officer devient définitif le 28 octobre 1938.
Le No. 54 Squadron commence à se convertir aux Supermarine Spitfire au début de l'année 1939, et Deere vole pour la première fois avec le sien le 6 mars. Bien qu'il aime piloter des Gladiator, il trouve le Spitfire « merveilleux ». Alors qu'il se familiarise avec l'avion, il perd connaissance alors qu'il monte à 27 000 pieds (8 200 m). Lorsqu'il se réveille, le Spitfire plonge vers la mer. Sorti de la plongée, il retourne à Hornchurch et consulte un médecin. Il s'avère qu'un de ses tympans a éclaté parce qu'il a négligé d'augmenter son débit d'oxygène à mesure qu'il augmentait son altitude. Il est incapable de voler jusqu'à ce qu'il se rétablisse,.

## Seconde Guerre mondiale
Dès le début de la Seconde Guerre mondiale, le No. 54 Squadron commence à effectuer des patrouilles d'escorte de convois et des missions visant à intercepter les avions de reconnaissance allemands. En quelques jours, il participe à la bataille de Barking Creek, où il est l'un des nombreux escadrons appelés à poursuivre des avions détectés par radar et où deux Hurricane sont abattus dans un incident de tir ami. À l'époque, Deere note la nécessité d'améliorer la façon dont les contrôleurs aériens au sol dirigent les chasseurs d'interception, car il trouve le volume de directives émises trop important pour être suivi. L'escadron effectue aussi parfois des patrouilles de nuit, qui ne sont pas appréciées des pilotes, car le Spitfire est mal équipé pour ce rôle. Au cours d'une de ces patrouilles, Deere, dirigé par un contrôleur, manque de heurter un ensemble de ballons de barrage au-dessus de Harwich, puis une clôture lors de son atterrissage à Hornchurch, dans le brouillard.

### Bataille de France
La bataille de France commence le 10 mai 1940 et voit le retrait progressif du corps expéditionnaire britannique vers la côte française à Dunkerque et Calais. Les escadrons britanniques déjà présents en France ayant du mal à faire face à la situation, le No. 54 Squadron commence, à partir du 16 mai, à assurer une couverture aérienne supplémentaire des positions alliées. Deere participe à la première patrouille, sans incident, et au cours des jours suivants, il effectue plusieurs autres patrouilles de ce type, souvent deux ou trois par jour, à travers la Manche vers Dunkerque,.
Le 23 mai, Deere et un autre pilote sont chargés d'escorter le flight lieutenant James Leathart, aux commandes d'un Miles Magister, un avion d'entraînement biplace, jusqu'à Calais pour secourir le commandant du No. 74 Squadron, le squadron leader Laurie White, qui a fait un atterrissage forcé sur un aérodrome de la région. Au cours de cette mission, et avec pour témoin Leathart, Deere remporte ses premières victoires au combat, en abattant deux des Messerschmitt Bf 109 qui se sont approchés alors que le Magister était encore sur l'aérodrome. Il endommage un troisième Bf 109 mais, à court de munitions, il doit retourner en Angleterre. La mission est un succès, car Leathart a pu récupérer White et retourner à Hornchurch,,. Cette mission permet à Deere de se faire une idée des qualités du Bf 109, qu'il considère comme « un avion difficile à maîtriser entre les mains d'un bon pilote. Dans un premier temps, il est plus rapide en piqué, mais plus lent en montée ; le Spitfire peut faire des virages plus serrés, mais il est désavantagé dans les manœuvres qui impliquent des forces G négatives. Dans l'ensemble, peu de choses distinguent les deux chasseurs ».
Le lendemain, alors que l'escadron vole près de Saint-Omer, une formation de bombardiers Heinkel He 111 accompagnés de Bf 109 et de chasseurs lourds Messerschmitt Me 110 est repérée. Une tentative d'attaque des bombardiers est interrompue par les Bf 109 et, au cours de la mêlée qui s'ensuit, Deere abat l'un des chasseurs. Le 26 mai, alors que l'escadron se trouve à 27 000 pieds (5 200 m) au-dessus de Gravelines pour couvrir un convoi de navires transportant des munitions, il abat deux Me 110. Ceux-ci perturbent cependant sa tentative d'intercepter des bombardiers allemands qui attaquent un destroyer britannique au large de Calais. Son avion est gravement endommagé au cours de cette action, une partie d'une aile ayant été arrachée,.
L'opération Dynamo, à savoir l'effort britannique pour évacuer le CEB de Dunkerque, commence le 26 mai. La RAF commence alors à couvrir étroitement Dunkerque et la Manche, protégeant autant que possible les navires de la flotte d'évacuation. En conséquence, le No. 54 Squadron doit voler plusieurs fois par jour vers Dunkerque pendant l'évacuation. Lors d'une patrouille dans l'après-midi du 27 mai, Alan Deere détruit un bombardier en piqué Junkers Ju 87 qui attaquait un navire-hôpital, et participe à la destruction d'un autre. Le lendemain, il dirige l'escadron, qui ne compte plus que huit appareils en état de marche, lors de sa dernière patrouille à l'aube, avant qu'il ne soit retiré du service pour repos. Apercevant un bombardier léger Dornier Do 17, il engage une section de son escadron à sa poursuite tandis que le reste de l'escadron poursuit sa patrouille. En attaquant le Do 17, son propre Spitfire est endommagé par un tir du mitrailleur de queue. Cela l'oblige à effectuer un atterrissage d'urgence sur une plage belge, au cours duquel il perd connaissance. Après être revenu à lui, il se rend à pied dans une ville voisine où ses blessures à la tête sont soignées. Il fait du stop et un camion de l'armée britannique le ramène à Dunkerque, où il monte à bord d'un bateau pour Douvres, puis se rend via Londres à Hornchurch, d'où il a décollé environ 19 heures plus tôt. Pendant son trajet en bateau jusqu'à Douvres, il fait l'objet de commentaires cinglants de la part de soldats sur l'efficacité de la couverture aérienne des chasseurs de la RAF,.

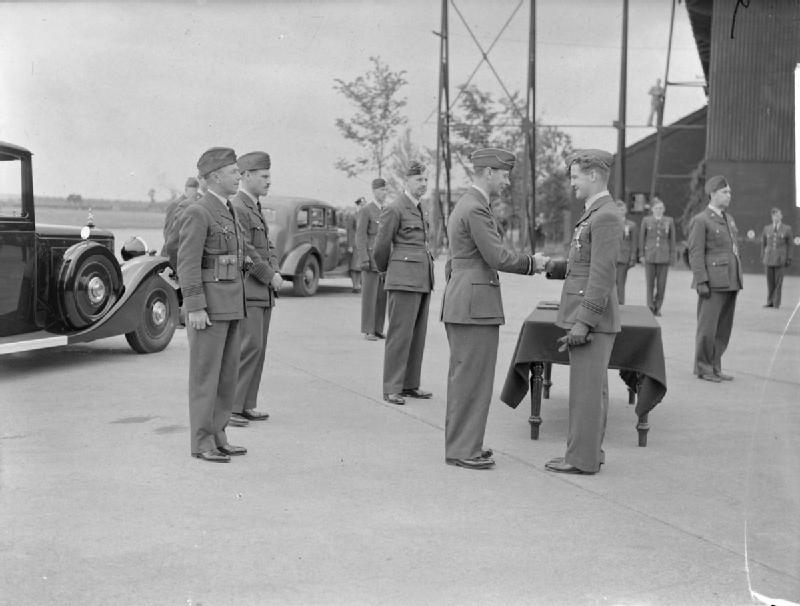
Alan Deere reçoit sa DFC par le roi George VI le 27 juin 1940.

Pour se reposer, le No. 54 Squadron déménage à la RAF Catterick dans le Yorkshire. Après dix jours de vols non-stop au-dessus de Dunkerque, il n'a plus ni pilotes ni avions. Il retourne à Hornchurch le 4 juin 1940, avec de nouveaux Spitfire et des pilotes de remplacement, et commence à effectuer des missions de reconnaissance dans le nord de la France et en Belgique. Lors d'une de ces missions dans la région d'Abbeville, Deere et Leathart endommagent gravement à eux deux un Ju 88, le comptabilisant comme une victoire probable. Plus tard dans le mois, l'attribution à Deere de la Distinguished Flying Cross (DFC) est annoncée et lui est remise par le roi George VI lors d'une cérémonie à Hornchurch le 27 juin,,. Sa citation pour la DFC est la suivante :

« Au cours du mois de mai 1940, cet officier a participé, en compagnie de son escadron, à de nombreuses patrouilles offensives au-dessus du nord de la France, et a été engagé dans sept combats, souvent contre un nombre supérieur d'ennemis. Au cours de ces engagements, il a personnellement abattu cinq avions ennemis et aidé à la destruction d'autres. À une occasion, en compagnie d'un deuxième avion, il a escorté un avion d'entraînement jusqu'à l'aérodrome de Calais Marck, dans le but de sauver un commandant d'escadron qui avait été abattu à cet endroit. L'avion d'entraînement a été attaqué par douze Messerschmitt 109 alors qu'il décollait de Calais, mais le sous-lieutenant Deere, avec l'autre pilote, a immédiatement attaqué, ce qui a permis d'abattre trois avions ennemis et d'en endommager gravement trois autres. Tout au long de ces engagements, cet officier a fait preuve de courage et de détermination dans ses attaques contre l'ennemi. »

— London Gazette, No. 34873, 14 juin 1940.
En juillet 1940, le No. 54 Squadron recommence à effectuer des patrouilles côtières et de convoi. Dans l'après-midi du 9 juillet, alors qu'il mène une patrouille entre Deal et Douvres, un hydravion Heinkel He 59 est aperçu avec une escorte de plusieurs Bf 109. Ordonnant à une section de poursuivre l'hydravion, Deere prend une autre section pour s'occuper de l'escorte. Il abat un Bf 109 mais entre en collision avec un second, piloté par l'Oberfeldwebel Johann Illner de la Jagdgeschwader 51. À la suite de cette collision, les pales de l'hélice du Spitfire de Deere sont repliées vers l'arrière, la verrière du cockpit partiellement enfoncée, le moteur hors service et une grande partie de la dérive et du gouvernail perdue. Se dirigeant déjà vers l'intérieur des terres avant la collision, il effectue un atterrissage forcé dans un enclos près de Manston, dans le Kent. La verrière, endommagée dans la collision, s'avère difficile à ouvrir mais Deere peut s'échapper avant que son avion en feu ne soit détruit par les flammes. Il passe la nuit sur la base aérienne de la RAF toute proche avant de revenir à Hornchurch le lendemain. Entre-temps, Illner retroune en France dans son propre avion gravement endommagé, tandis que le He 59 est forcé de se poser sur le banc de Goodwin et son équipage est fait prisonnier,,.

### Bataille d'Angleterre
La première phase de la bataille d'Angleterre débute le 10 juillet 1940, lorsque les attaques de la Luftwaffe contre des cibles situées le long de la côte anglaise et contre des navires s'intensifient dans le cadre du Kanalkampf (guerre de la Manche). Ces attaques ont pour but d'affaiblir et de détruire le RAF Fighter Command, un préalable nécessaire à l'invasion de la Grande-Bretagne,,. L'escadron de Deere, qui fait partie du No. 11 Group, est chargé de la défense du sud-est de l'Angleterre,.

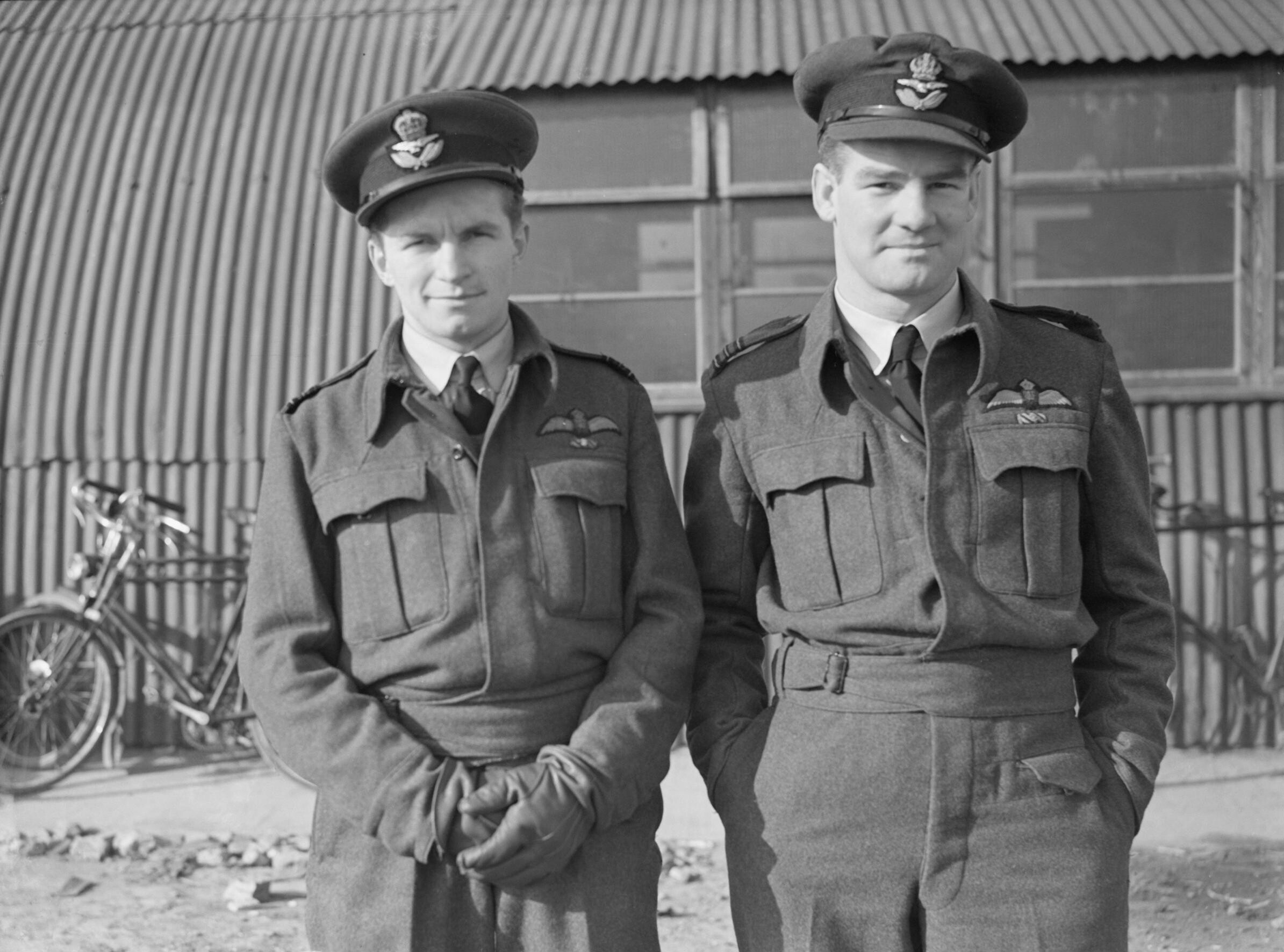
Alan Deere à droite, debout aux côtés de son collègue pilote Denis Crowley-Milling en 1940.

En raison des mauvaises conditions météorologiques, le No. 54 Squadron ne voit que peu d'action jusqu'au 24 juillet, date à laquelle la Luftwaffe organise plusieurs grands raids de bombardement contre des convois dans l'estuaire de la Tamise. Deere et son escadron perturbent un raid dans la matinée. Au cours d'un second raid à la mi-journée, auquel participent au moins 20 bombardiers et 30 chasseurs, il détruit un Bf 109,. Il s'agit de sa première victoire lors de la bataille d'Angleterre  ; à la fin de l'action, l'escadron a abattu 16 Bf 109 pour la perte de deux pilotes. Quelques jours plus tard, Deere est promu flying officer et l'escadron, qui a effectué plus de sorties que tout autre au cours du mois de juillet, est renvoyé à Catterick pour repos.
Le No. 54 Squadron retourne à Hornchurch le 8 août 1940 et effectue une patrouille sans incident plus tard dans la journée. Le 12 août, Deere, à la tête de l'escadron, poursuit et abat un Bf 109 qui a interrompu l'attaque de sa section contre un groupe de bombardiers au large de la côte du Kent, près de North Foreland. Alors qu'il retourne à Hornchurch, il rencontre un groupe de Me 110, dont il abat l'un d'entre eux. Le 15 août, lors d'une tentative d'interception d'un raid de bombardement, l'escadron rencontre 40 Bf 109. Deere en détruit un et en endommage un autre. Lors d'une autre mission d'interception dans la soirée, l'escadron engage un groupe de Bf 109 qui escortent des bombardiers Do 17 se dirigeant vers Londres. Il poursuit un Bf 109 et l'abat au-dessus de la Manche. Un deuxième Bf 109 est également détruit, Deere l'ayant poursuivi à l'intérieur des terres de la côte française. En retournant vers l'Angleterre, il rencontre cinq Bf 109 qui tentent de bloquer sa trajectoire. Malgré les attaques répétées des Bf 109, il parvient à atteindre la côte anglaise, bien que son Spitfire soit gravement endommagé et que son moteur soit en feu. Il saute à basse altitude et, en sortant du cockpit, heurte l'empennage et se blesse au poignet. D'abord emmené à la RAF Kenley, où il découvre que sa montre est endommagée par une balle allemande, il est admis à l'hôpital pour y être soigné,. Il en sort le lendemain et reprend les opérations le 17 août. Quelques jours plus tard, Winston Churchill, le Premier ministre britannique, rend hommage aux pilotes de chasse de la RAF à la Chambre des communes, en prononçant son célèbre discours « The Few » ; à un collègue pilote, Deere fait remarquer avec ironie « ...il peut le répéter. Nous ne sommes plus très nombreux ».
Deere est à nouveau abattu le 28 août, cette fois par un Spitfire lors d'un tir ami, mais il saute en parachute pour se mettre à l'abri. Il a auparavant touché deux Bf 109, mais n'ayant pu voir l'un ou l'autre s'écraser, il n'en revendique qu'un seul comme victoire probable,. Il admettra plus tard que « la tension avait presque atteint le point de rupture ». Son Spitfire abandonné s'écrase à Boreham, dans l'Essex ; son moteur et d'autres restes sont récupérés en 1973. Le 30 août, lors d'une journée plus calme pour l'escadron avec seulement deux patrouilles, il engage un Do 17 mais ne peut confirmer sa destruction, et le déclare comme victoire probable.
Le 31 août, la Luftwaffe attaque la base d'Hornchurch, qui est prise au dépourvu. Le No. 54 Squadron est mobilisé, Deere dirigeant une section de trois Spitfire qui roulent sur la piste. Pendant ce temps, les bombardiers allemands larguent leurs projectiles sur la piste. Les trois avions de la section de Deere sont détruits et son Spitfire est projeté sur le dos, le piégeant dans son cockpit. Blessé au cuir chevelu, il est extrait par un autre pilote de sa section,,. Deere reçoit l'ordre de se reposer pendant trois jours, mais il n'en tient pas compte et reprend le vol le 2 septembre. Il ne lui reste que deux jours d'opérations avant que l'escadron ne retourne à Catterick pour une nouvelle période de repos et de récupération. Le retrait de l'escadron est bien trop tardif pour Deere, qui estime qu'il aurait dû avoir lieu le mois précédent. L'escadron ne jouera plus aucun rôle dans la bataille d'Angleterre. Depuis le début de l'année 1940, ses pilotes ont détruit au moins 92 avions ennemis.
Peu après le retour de l'escadron dans le Yorkshire, l'attribution d'une barrette à la DFC de Deere est annoncée. La citation publiée est la suivante :

« Depuis le début de la guerre, cet officier a personnellement détruit onze avions ennemis, et probablement un autre, et a aidé à en détruire deux autres. Outre la compétence et la bravoure dont il a fait preuve à la tête de son escadrille, et dans de nombreux cas de son escadron, le capitaine d'aviation Deere a fait preuve d'une bravoure et d'une détermination remarquables lorsqu'il a mené ses attaques contre un nombre supérieur d'avions ennemis, les poursuivant souvent au-delà de la Manche pour les abattre. En tant que chef, il fait preuve d'un courage et d'une détermination remarquables. »

— London Gazette, No. 34940, 6 septembre 1940.
Le No. 54 Squadron reste dans le Yorkshire jusqu'à la fin de l'année 1940, comme unité d'entraînement. Deere est instructeur et participe aux vols d'entraînement avec les nouveaux pilotes pour les familiariser avec les tactiques de combat. Lors d'un de ces vols, en décembre 1940, il entre en collision avec l'appareil d'un stagiaire, son Spitfire perdant la majeure partie de sa queue et partant en vrille. Sortant difficilement de l'avion en raison des forces centrifuges générées par l'appareil en rotation, il se retrouve coincé contre les restes de l'empennage. Il réussit finalement à se libérer lorsque le Spitfire s'approche du sol, mais son parachute, qui a été endommagé, ne s'ouvre pas complètement. Deere atterrit dans une piscine agricole d'eau usée qui amortit en grande partie sa chute. À la suite de cet incident, il est mis au repos et n'est plus autorisé à voler,.

### Squadron leader
En janvier 1941, Deere est promu squadron leader à titre temporaire et est chargé du contrôle de la salle d'opérations à Catterick. En raison des conditions météorologiques, les vols sont limités et le No. 54 Squadron retourne à Hornchurch en février. Le rôle de l'escadron est désormais d'effectuer des balayages offensifs, au-dessus de la France, sous le nom de code Rhubarbs,,. Deere se lasse rapidement de ses fonctions de contrôleur et cherche à retourner aux opérations aériennes. En mai 1941, il est affecté au No. 602 Squadron, qui opère des Spitfire depuis Ayr, en Écosse, en tant qu'un de ses flight commander. Cette affectation lui permet de retrouver le grade flight lieutenant.

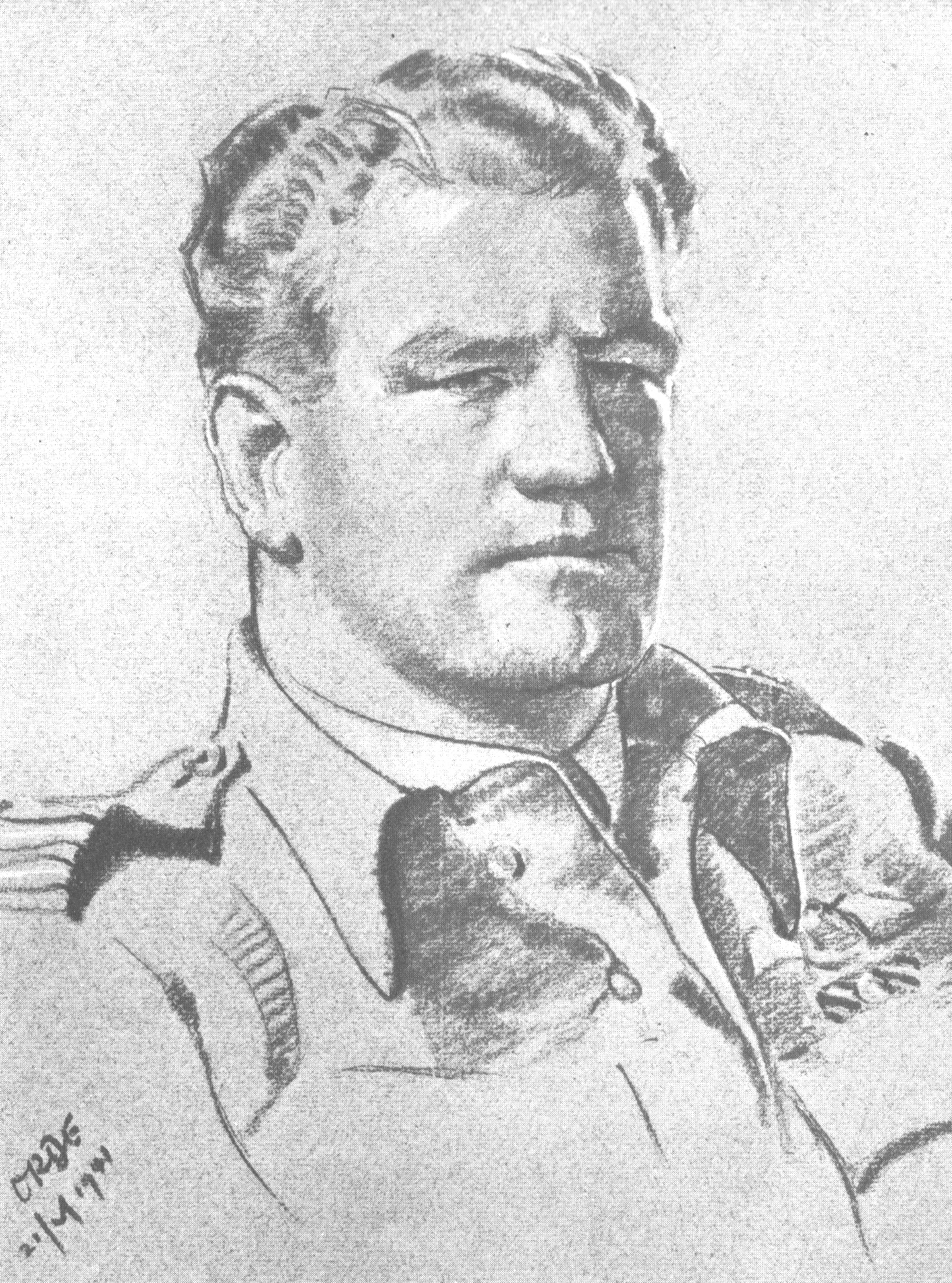
Croquis d'Alan Deere réalisé par Cuthbert Orde en 1941.

Lorsque Deere arrive au No. 602 Squadron, il est déjà bien connu en tant qu'as et pour ses sauvetages de justesse. Lors d'un vol d'entraînement au-dessus de la mer du Nord avec l'escadron, son Spitfire a des problèmes de moteur. Il atteint à peine la côte écossaise et se pose en catastrophe dans un champ de pommes de terre, retournant son avion sur le dos, le piégeant temporairement. Il réussit à se dégager et à rentrer à Ayr. En mai 1941, l'escadron assure la couverture aérienne du cuirassé HMS Prince of Wales, qui rentre en Écosse après sa participation à la bataille du détroit du Danemark. Le 10 mai 1941, Deere est l'un des pilotes mobilisés pour enquêter sur des rapports faisant état d'un avion allemand solitaire se dirigeant vers Glasgow. S'il ne réussit pas à entrer en contact avec l'avion, ce dernier effectuera un atterrissage forcé à la périphérie de la ville. On découvrira plus tard que le pilote est le chef adjoint du parti nazi, Rudolf Hess.
En juillet, le No. 602 Squadron est transféré à Kenley, opérant avec les No. 452 et No.485 Squadron dans le cadre de la fighter wing opérant depuis cette base. L'escadre de Kenley (Kenley wing en anglais), comme on l'appelle, doit mener des opérations au-dessus du nord de la France, en escortant des bombardiers et en effectuant des balayages de chasse. Plus tard dans le mois, le grade de flight lieutenant de Deere est officialisé et, au début du mois d'août, il prend la tête de l'escadron alors que son commandant habituel est à l'hôpital. Le même jour, il revendique un Bf 109 abattu. Bien qu'officiellement crédité de cette victoire, son biographe, Richard Smith, considère qu'il est possible qu'il s'agisse en fait d'un tir ami et que l'appareil détruit soit un Hawker Hurricane du No. 242 Squadron RAF,,.
Lors d'un balayage au-dessus de Béthune, le 9 août 1941, Deere, qui ne les a pas vus s'écraser, déclare trois Bf 109 endommagés. Un collègue pilote remarque que Deere fait preuve d'une grande intégrité lorsqu'il s'agit de déclarer les avions ennemis abattus. Quelques jours plus tard, alors qu'il escorte des bombardiers Handley Page Hampden près de Lille, son Spitfire est endommagé par un Bf 109 qui l'a surpris. Les canons ennemis font un grand trou dans son aile et plus de 30 impacts de balles traversent le fuselage. Malgré une fuite de glycol, il réussit à traverser la Manche et à atterrir à l'aérodrome de Manston. Deere déclare deux autres Bf 109 endommagés entre septembre et novembre 1941, et son grade de flight lieutenant devient permanent. À cette époque, les pertes élevées parmi les pilotes de chasse et les équipages de bombardiers amènent la RAF à réduire ses opérations offensives vers la Belgique et la France pendant les mois d'hiver.
En janvier 1942, le No. 602 Squadron est pris en charge par le squadron leader Paddy Finucane et Deere est envoyé en Amérique pour donner des conférences et entretenir de bonnes relations publiques. Arrivé début mars, il enseigne aux pilotes américains les tactiques de combat apprises lors de la bataille d'Angleterre et des combats ultérieurs au-dessus de la France. Il pilote également des avions américains. Après six semaines aux États-Unis, il rentre en Angleterre. Il apprend qu'il est affecté à un poste d'état-major en Extrême-Orient, mais préfère rester en Europe. Il rencontre le commandant du No. 11 Group, le air vice-marshal Trafford Leigh-Mallory, qui lui confie le commandement du No. 403 Squadron de l'aviation royale canadienne. Il prend son commandement, basé à North Weald dans l'Essex, le 30 avril,.
Le moral de du No. 403 Squadron est bas en raison des pertes subies plus tôt dans le mois, y compris son ancien commandant, et l'escadron est retiré des opérations. Deere ramène rapidement l'escadron à un statut opérationnel, en commençant par un balayage sans incident de la côte belge le 5 mai 1942. Après d'autres opérations de ce type pendant le reste du mois, l'intensité augmente en juin. Lors d'une mission le 2 juin, alors qu'il couvre l'escadre de North Weald, l'escadron rencontre entre 40 et 50 chasseurs Focke-Wulf Fw 190 et la moitié de ses 12 appareils sont perdus. Deere utilise toutes ses munitions, mais la nature mouvementée de l'engagement l'empêche d'observer si ses frappes ont été fructueuses,. En raison de ses pertes, l'escadron est déplacé à Martlesham Heath pour effectuer des patrouilles de convoi et est programmé pour une période de repos plus tard dans le mois. Deere estime que ce déplacement n'est pas nécessaire, car le moral des pilotes restants est élevé malgré les pertes du 2 juin, et il rencontre Leigh-Mallory pour tenter de maintenir l'escadron en opération. À son grand désarroi, il découvre que Leigh-Mallory le tient partiellement responsable des pertes en raison de son leadership agressif et n'annule pas son ordre de mettre l'escadron au repos.
À partir du 18 juin, le No. 403 Squadron est basé à Catterick ; il s'y trouve encore en août, effectuant des patrouilles locales et s'exerçant au vol en formation, lorsque Deere est affecté au quartier général du No. 13 Group pour y remplir des fonctions d'état-major. Il n'occupe ce poste que brièvement avant d'être envoyé à l'école d'état-major de la RAF pour un stage de trois mois. Fin janvier 1943, il retourne au No. 13 Group. Désireux de reprendre ses fonctions de pilote, il obtient rapidement un retour aux opérations pour deux semaines en tant que surnuméraire au sein du No. 611 Squadron à Biggin Hill. C'est au sein de cet escadron qu'il abat un Fw 190 le 16 février. Lorsqu'il retourne au No. 13 Group, il a la surprise d'apprendre qu'il sera wing leader de l'escadre de Kenley. Cette affectation est modifiée à la dernière minute et il se voit confier le commandement de l'escadre de Biggin Hill, dont le précédent commandant vient d'être abattu au-dessus de la Manche. Il est également promu wing commander,,.

### Wing leader

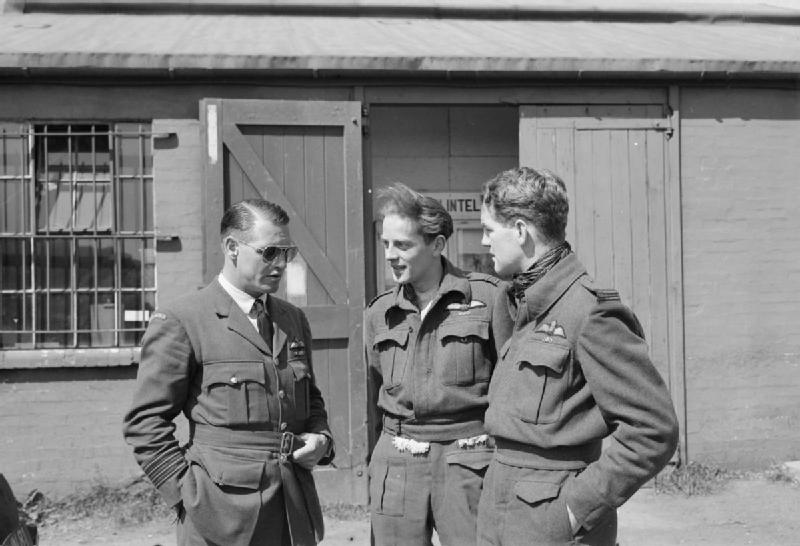
Sailor Malan, commandant de la station de Biggin Hill, à gauche, avec Alan Deere, à droite, 1943.

À Biggin Hill, Deere renoue avec Sailor Malan, commandant de la station, qui l'a aidé lors de sa première affectation au No. 54 Squadron en 1938. À ce stade de la guerre, les opérations diurnes du Fighter Command se concentrent de plus en plus sur l'escorte des bombardiers lors des raids en France, opérant souvent en tant qu'escadres à deux squadrons. Cela signifie que les pilotes de chasse doivent apprendre de nouvelles techniques opérationnelles, que Deere doit transmettre en tant que wing leader. Malan soutient Deere lorsqu'il introduit de nouvelles tactiques d'escorte des bombardiers ; il insiste notamment sur la nécessité pour les escadrons et les sections d'être indépendants lorsqu'ils volent en tant qu'escadre et de ne pas être trop liés à la vitesse des bombardiers. Ce dernier point avait posé problème pendant la bataille d'Angleterre, car la tactique de la Luftwaffe consistant à fournir une escorte rapprochée aux bombardiers signifiait que les chasseurs perdaient l'avantage de la vitesse. Sa première opération en tant que wing leader a lieu le 4 avril 1943. Il escorte des bombardiers jusqu'à Abbeville, mais il doit rentrer prématurément car son Spitfire a des problèmes moteur. Des missions similaires suivent en avril et en mai, période durant laquelle l'escadre de Biggin Hill remporte sa 1000e victoire, le 15 mai. Le 4 juin, l'attribution à Deere de l'ordre du service distingué (DSO) est annoncée, la citation publiée étant la suivante :

« Cet officier a fait preuve de qualités exceptionnelles qui ont largement contribué au succès des formations qu'il a dirigées. Son intrépidité, sa ténacité et son inébranlable dévouement au devoir ont inspiré tous ceux avec qui il a volé. Le Wing Commander Deere a détruit 18 avions ennemis. »

— London Gazette, No. 36041, 4 June 1943.
Plus tard en juin, Deere revendique un Fw 190 endommagé au cours d'une mêlée avec 50 chasseurs allemands alors que son escadre escorte un raid de bombardement en France. Le 23 juin, il revendique la destruction d'un Fw 190 qu'il a forcé à faire une vrille irrécupérable au-dessus du Pas de Calais. Au début du mois de juillet, le No. 485 Squadron, dont le personnel navigant est principalement néo-zélandais, rejoint l'escadre de Biggin Hill. Il est commandé par le squadron leader Johnny Checketts (en), que Deere a recommandé pour le poste. Checketts doit reprendre le commandement de l'escadre à deux reprises, car Deere rencontre de nouveaux problèmes de fiabilité avec son avion, et doit faire demi-tour à deux reprises au début du mois de juillet. Le 14 juillet, Deere abat un Fw 190, déclarant qu'il s'agit d'une victoire probable.
À la fin du mois de septembre 1943, Deere est fatigué, ce qui n'est pas facilité par une crise de dysenterie. Il a perdu des amis proches au cours des derniers mois : René Mouchotte, le commandant du No. 341 Squadron des forces aériennes françaises libres, qui fait partie de l'escadre de Biggin Hill, est tué à la fin du mois d'août et Checketts est abattu au-dessus de la France au début du mois de septembre, bien qu'il rentre en Angleterre sept semaines plus tard grâce à l'aide de la résistance française. Deere s'est également écrasé avec son Spitfire lors d'un décollage . Après s'être remis de sa maladie, Malan lui retire ses fonctions de pilote et le met en congé . Au cours de son mandat de commandant de l'escadre de Biggin Hill, Alan Deere a participé à 42 opérations et l'escadre a détruit 60 avions ennemis,.

### Fin de la guerre
Pendant son congé, et en reconnaissance de sa direction de l'escadre de Biggin Hill lorsqu'elle escortait des bombardiers de la 8th Air Force, Deere se voit décerner la Distinguished Flying Cross par les États-Unis,. Le 21 octobre 1943, il est envoyé à la RAF Sutton Bridge, où il devient l'instructeur en chef de la Fighter Wing of the Central Gunnery School. En novembre, il se rend au palais de Buckingham pour recevoir la DSO qui lui a été décerné plus tôt dans l'année.

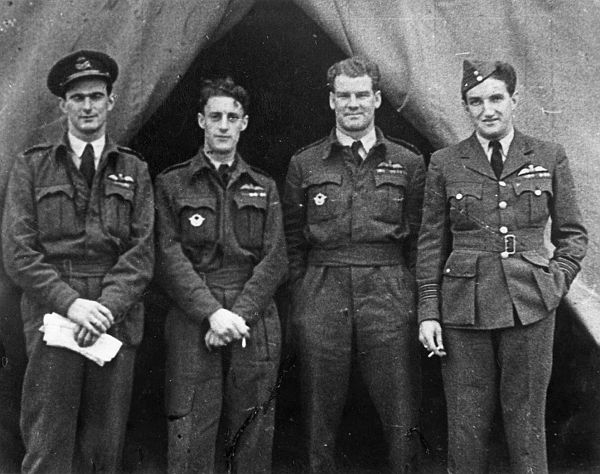
Alan Deere est le troisième à gauche de ce groupe de wing commander néo-zélandais, en 1944. Les autres, de gauche à droite, sont, Colin Gray et Bill Crawford-Compton.

En mars 1944, Deere se voit confier un rôle d'état-major au quartier général du No. 11 Group. Peu après, il reçoit la Croix de guerre des forces françaises libres, en reconnaissance de son rôle dans la direction des escadrons français qui faisaient partie de l'escadre Biggin Hill. Le 1er mai, à la demande du chef d'état-major des Forces aériennes françaises libres, le général de division Martial Valin, Deere prend le commandement de la No. 145 Wing, qui comprend deux escadrilles françaises opérant des Spitfire. Faisant partie de la Second Tactical Air Force, l'escadre assure la couverture aérienne des plages le jour J. Deere accompagne l'escadre en France lorsqu'elle commence à opérer depuis l'Europe continentale, mais à la fin du mois de juillet, il est affecté au quartier général du No. 84 Group. Il joue un rôle de coordination, se déplaçant avec les forces terrestres et demandant des frappes aériennes sur des cibles terrestres. Lorsque la guerre en Europe prend fin en mai 1945, il se trouve à Celle, en Allemagne, avec une équipe de planification conjointe.
Deere est l'un des pilotes de chasse néo-zélandais les plus connus de la guerre,. Il est crédité de 22 victoires, dont une partagée, 10 probables et 18 endommagées. Parmi les nombreux Néo-Zélandais qui sont devenus des as, il n'est devancé que par Colin Gray,. Des recherches ultérieures menées par les historiens de l'aviation Christopher Shores et Clive Williams suggèrent cependant qu'il a en fait détruit 17 avions ennemis, et participé à la destruction d'un autre, plus quatre probables et une participation à un autre, et sept endommagés dont un partagé,.

## Carrière d'après-guerre
En juillet 1945, Deere prend la tête de l'escadre polonaise de P-51 Mustang basée à Andrews Field dans l'Essex. Ce commandement dure jusqu'en octobre, date à laquelle l'escadre est dissoute et où il est nommé commandant de la RAF Duxford. Le 1er septembre 1945, il reçoit une commission permanente, en tant que squadron leader, au sein de la RAF, bien qu'il continue à conserver son grade intérimaire de wing commander obtenu durant la guerre. À la fin de l'année, il est décoré de l'ordre de l'Empire britannique en reconnaissance de son service militaire,.
En août 1946, Deere commence un cours de neuf mois sur la stratégie aérienne à l'Air University en Alabama. De retour au Royaume-Uni en juin 1947, il est affecté au quartier général de la RAF à Malte, à partir de juillet. Il occupe ce poste pendant deux ans, dont une période de congé en Nouvelle-Zélande. De retour au Royaume-Uni, il rejoint l'état-major du No. 61 Group, basé à Kenley. Son grade intérimaire de wing commander devient permanent le 1er juillet 1951 et, à la fin de l'année, il occupe un poste au sein du No. 11 Group du Fighter Command, au quartier général de son secteur nord, à la RAF Linton-on-Ouse (en), dans le Yorkshire du Nord.
En mai 1952, Deere retourne à son ancienne base de guerre, la RAF North Weald, dont il devient le commandant. Une partie de son travail à la station consiste à organiser et à superviser la construction d'une nouvelle tour de contrôle. Il continue à s'occuper des vols, pilotant des Gloster Meteor, dont un lors d'un vol de démonstration à Hornchurch en 1953 pour les célébrations de l'anniversaire de la Bataille d'Angleterre. En juin 1954, il est affecté en Allemagne, où il exerce les fonctions d'administrateur au quartier général de la Second Tactical Air Force, basé à RAF Wildenrath (en). En mars 1957, il commence à enseigner au RAF Staff College de Bracknell et, plus tard dans l'année, il est promu group captain,. En dehors de ses fonctions d'instructeur à Bracknell, Deere travaille à son autobiographie. Il est inspiré par son retour à Hornchurch quelques années auparavant, qui lui a rappelé son service en temps de guerre dans cette ville. Cette autobiographie est publiée par Hodder & Stoughton en 1959 sous le titre Nine Lives (« Neuf vies »), en référence à ses nombreux accidents évités de justesse, et reçoit des critiques largement favorables.
Les fonctions d'enseignant de Deere à Bracknell se terminent à la fin de 1959 et, après une courte période de liaison au Transport Command, Deere est affecté au ministère de l'Air en tant que directeur des affectations. En mars 1961, il est nommé aide de camp de la Reine,, fonction qu'il occupe jusqu'en juin 1964. Il dirige alors le secteur East Anglia (Est-Anglie) du Fighter Command, après avoir passé l'année précédente comme commandant adjoint au RAF College de Cranwell (en). Promu air commodore en juillet 1964, il a l'honneur, le 30 janvier 1965, de conduire ses collègues pilotes de chasse de la bataille d'Angleterre dans le cortège principal des funérailles de Winston Churchill à la cathédrale Saint-Paul. Lorsque les secteurs du Fighter Command sont dissous en août 1965, il est nommé commandant de la No. 1 School of Technical Training (en) à RAF Halton. C'est sa dernière affectation ; il prend sa retraite de la RAF le 12 décembre 1967,.

## Fin de vie

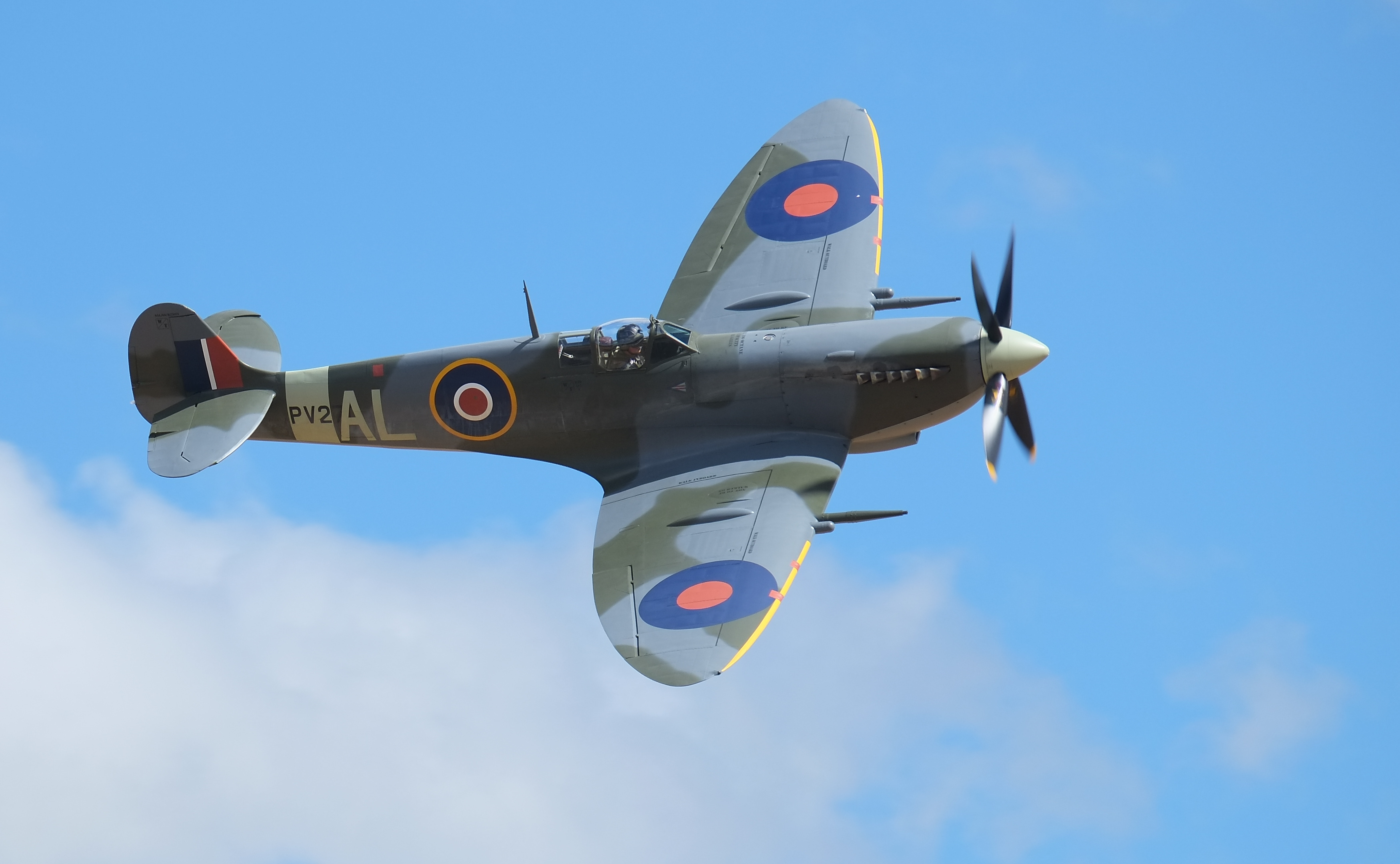
Un Spitfire IX restauré, portant les marques de Deere telles qu'elles apparaissaient pendant son séjour à Biggin Hill. À ce stade de sa carrière, son Spitfire est personnalisé avec son surnom Al, en grosses lettres sur le fuselage.

À sa retraite, Deere prend immédiatement un poste civil en tant que directeur des sports de la RAF, poste qu'il occupera jusqu'en décembre 1972. Il devient également président du comité de rugby de la RAF et participe à la sélection des équipes. En mars 1972, il participe à une émission télévisée This Is Your Life (en) en l'honneur de Douglas Bader, le célèbre pilote de chasse britannique qui a volé avec des jambes artificielles ; Deere raconte comment il a escorté l'avion qui livrait une jambe de remplacement à Bader, qui avait été abattu et était prisonnier de guerre. En 1990, il participe à nouveau à This Is Your Life, cette fois en Nouvelle-Zélande, pour son compatriote Checketts, qui a volé avec lui à l'époque où il était commandant de l'escadre de Biggin Hill. Ce sera la dernière visite de Deere en Nouvelle-Zélande.
En tant que pilote de Spitfire bien connu, Deere est souvent sollicité par des auteurs d'histoire militaire et des éditeurs pour ses souvenirs de la Seconde Guerre mondiale, en particulier en ce qui concerne la bataille d'Angleterre et les Spitfire. Son autobiographie Nine Lives est rééditée en 1991 et il est interviewé pour une série de documentaires sur la Nouvelle-Zélande pendant la Seconde Guerre mondiale. À la fin de sa vie, il souffre d'un cancer colorectal qui le conduit à la mort, à l'âge de 77 ans, le 21 septembre 1995. Il est incinéré et ses cendres sont dispersées au-dessus de la Tamise depuis un Spitfire. Il laisse dans le deuil sa femme Joan née Fenton, qu'il a épousée le 18 septembre 1945, et leurs deux enfants.

## Héritage
Les médailles de Deere sont acquises par le musée de la RAF à Hendon, ainsi que son manuscrit original de Nine Lives. D'autres souvenirs qui lui sont associés sont exposés dans la collection de l'escadre de Hornchurch au centre patrimonial et militaire de Purfleet, dans l'Essex. Le moteur du Spitfire abattu le 28 août 1940 est exposé au Kent Battle of Britain Museum (en). En Nouvelle-Zélande, l'Air Force Museum of New Zealand (en) conserve l'un de ses trophées de boxe, offert par sa femme. Un neveu, Brendon Deere, restaure de 2001 à 2009 un Spitfire Mk IX pour le remettre en état de vol. Cet avion est présenté avec les marquages de l'avion de Deere tel qu'il était lorsque celui-ci était wing commander à Biggin Hill en juin 1943.

## Liste des victoires aériennes
La liste des victoires d'Alan Deere ci-dessous est intégralement tirée de l'ouvrage de Christopher Shores et Clive Williams cité en bibliographie. Les revendications non confirmées sont indiquées par la mention N/C dans la colonne de numéro.
La liste des victoires d'Alan Deere comporte 17 victoires homologuées et une victoire en collaboration, deux victoires non confirmées, une victoire non confirmée en collaboration, quatre victoires probables et sept avions ennemis endommagés. Dans son autobiographie, Nine Lives, il indique 21 victoires homologuées, une victoire en collaboration, dix victoires probables et 18 avions ennemis endommagés. Dans sa citation à la DSO, il est crédité de 19 victoires, ce qui indique qu'une victoire est sans doute manquante.
| N°  | Date             | Avion       | Unité            | Avion ennemi           | Revendication | Localisation                | Remarque |
| --- | ---------------- | ----------- | ---------------- | ---------------------- | ------------- | --------------------------- | --- |
| 1   | 23 mai 1940      | Spitfire I  | No. 54 Squadron  | Messerschmitt Bf 109E  | Détruit       | Aérodrome de Calais         | |
| 2   | 23 mai 1940      | Spitfire I  | No. 54 Squadron  | Messerschmitt Bf 109E  | Détruit       | Aérodrome de Calais         | |
| N/C | 23 mai 1940      | Spitfire I  | No. 54 Squadron  | Messerschmitt Bf 109E  | Détruit       | Aérodrome de Calais         | |
| 3   | 24 mai 1940      | Spitfire I  | No. 54 Squadron  | Messerschmitt Bf 109E  | Détruit       | Nord-est de Saint-Omer      | |
| 4   | 25 mai 1940      | Spitfire I  | No. 54 Squadron  | Messerschmitt Bf 110   | Détruit       | Gravelines                  | |
| 5   | 26 mai 1940      | Spitfire I  | No. 54 Squadron  | Messerschmitt Bf 110   | Détruit       | Calais-Dunkerque            | |
| 6   | 26 mai 1940      | Spitfire I  | No. 54 Squadron  | Messerschmitt Bf 110   | Détruit       | Calais-Dunkerque            | |
| 7   | 27 mai 1940      | Spitfire I  | No. 54 Squadron  | Junkers Ju 88          | Détruit       | Sud-est de Calais           | |
| 8   | 27 mai 1940      | Spitfire I  | No. 54 Squadron  | Junkers Ju 88          | Détruit       | Dunkerque                   | Victoire partagée avec deux autres pilotes                                                                                    |
|     | 28 mai 1940      | Spitfire I  | No. 54 Squadron  | Dornier Do 17          | Endommagé     | Ostende-Bruges              | Partagé avec un autre pilote                                                                                                  |
| N/C | 17 juin 1940     | Spitfire    | No. 54 Squadron  | Junkers Ju 88          | Détruit       | Abbeville                   | Partagé avec un autre pilote                                                                                                  |
| 9   | 9 juillet 1940   | Spitfire    | No. 54 Squadron  | Messerschmitt Bf 109E  | Détruit       | Sud-est de Deal             | |
| N/C | 9 juillet 1940   | Spitfire    | No. 54 Squadron  | Messerschmitt Bf 109E  | Détruit       | Sud-est de Deal             | Collision avec l'avion |
| 10  | 24 juillet 1940  | Spitfire    | No. 54 Squadron  | Messerschmitt Bf 109E  | Détruit       | Estuaire de la Tamise       | |
| 11  | 12 août 1940     | Spitfire    | No. 54 Squadron  | Messerschmitt Bf 109E  | Détruit       | Pas de Calais               | |
| 12  | 12 août 1940     | Spitfire    | No. 54 Squadron  | Messerschmitt Bf 110   | Détruit       | Pas de Calais               | |
| 13  | 15 août 1940     | Spitfire    | No. 54 Squadron  | Messerschmitt Bf 109E  | Détruit       | Douvres-Hawkinge            | |
|     | 15 août 1940     | Spitfire    | No. 54 Squadron  | Heinkel He 113         | Endommagé     | Douvres-Hawkinge            | Il s'agit en fait d'un Messerschmitt Bf 109Es                                                                                 |
| 14  | 15 août 1940     | Spitfire    | No. 54 Squadron  | Heinkel He 113         | Détruit       | Maidstone                   | Il s'agit en fait d'un Messerschmitt Bf 109Es                                                                                 |
|     | 15 août 1940     | Spitfire    | No. 54 Squadron  | Heinkel He 113         | Probable      | Maidstone                   | Il s'agit en fait d'un Messerschmitt Bf 109Es                                                                                 |
|     | 28 août 1940     | Spitfire    | No. 54 Squadron  | Messerschmitt Bf 109E  | Probable      | North Foreland              | |
|     | 30 août 1940     | Spitfire    | No. 54 Squadron  | Dornier Do 17          | Probable      | Près de Thameshaven         | |
| 15  | 1er août 1941    | Spitfire Vb | No. 602 Squadron | Messerschmitt Bf 109   | Probable      | Manche                      | Il s'agit en fait d'un Hurricane du No. 242 Squadron, abattu par erreur. Il n'est pas clair s'il fait partie du total ou pas. |
|     | 9 août 1941      | Spitfire Vb | No. 602 Squadron | Messerschmitt Bf 109Fs | Endommagé     | Près de Béthune             | |
|     | 9 août 1941      | Spitfire Vb | No. 602 Squadron | Messerschmitt Bf 109Fs | Endommagé     | Près de Béthune             | |
|     | 9 août 1941      | Spitfire Vb | No. 602 Squadron | Messerschmitt Bf 109Fs | Endommagé     | Près de Béthune             | |
|     | 13 octobre 1941  | Spitfire Vb | No. 602 Squadron | Messerschmitt Bf 109F  | Endommagé     | Nord-ouest de de Saint-Omer | |
|     | 18 novembre 1941 | Spitfire Vb | No. 602 Squadron | Messerschmitt Bf 109E  | Endommagé     | Nord du Touquet             | |
| 16  | 16 février 1943  | Spitfire IX | No. 611 Squadron | Focke-Wulf Fw 190      | Détruit       | Calais                      | |
| 17  | 4 mai 1943       | Spitfire IX | Biggin Hill Wing | Focke-Wulf Fw 190      | Détruit       | Ouest d'Anvers              | |
|     | 10 juin 1943     | Spitfire IX | Biggin Hill Wing | Focke-Wulf Fw 190      | Endommagé     | Gand                        | |
| 18  | 23 juin 1943     | Spitfire IX | Biggin Hill Wing | Focke-Wulf Fw 190      | Détruit       | Nord de Rue                 | |
|     | 14 juillet 1943  | Spitfire IX | Biggin Hill Wing | Focke-Wulf Fw 190      | Probable      | Ouest du Havre              | |